# Z 5600
,,
Les Z 5600 constituent une série de rames automotrices monocourant 1,5 kV à deux niveaux de la SNCF. Elles circulent sur le réseau Transilien et sur le réseau TER Bourgogne-Franche-Comté.

## Description
Après la mise en service des rames réversibles à deux niveaux VB 2N, la SNCF a souhaité étendre le concept des rames de banlieue à deux niveaux aux automotrices.
L'avantage principal réside dans le fait que la motorisation y est répartie sur une partie de la rame (un véhicule sur deux) au lieu d'être concentrée sur la motrice. Cela améliore l'adhérence et donc les accélérations, point utile pour des trains à arrêts fréquents. Le concept d'automotrice améliore aussi la souplesse d'exploitation avec la possibilité de composer des rames à 4 ou 6 caisses couplables en unités multiples.
Les Z 5600 sont donc la première application de ce concept ensuite décliné en bicourant avec les Z 8800, puis les Z 20500 et enfin les Z 20900.

## Histoire

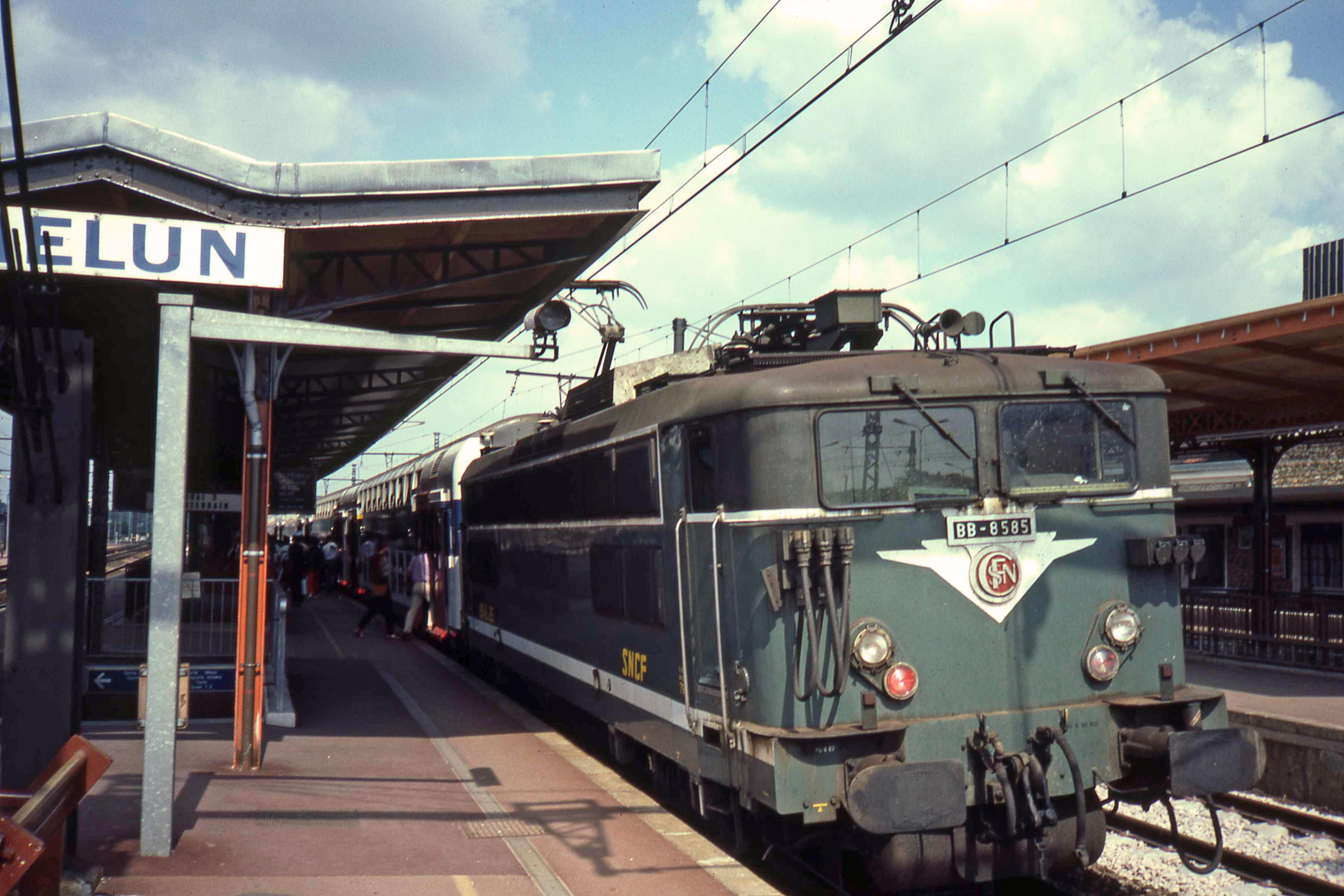
La BB 8585 attelée à une rame de remorques de Z 5600 en gare de Melun.

L'utilisation de ces rames a commencé d'une manière curieuse : sans motrices. Les voitures à deux niveaux, les ZR, sont dérivées des VB 2N (livrée différente, boutons à la place des loquetaux, siège de type Z 6400 à la place des banquettes), et ont donc été livrées rapidement. Afin de profiter de ce matériel sans attendre les motrices qui furent plus longues à concevoir, la SNCF a décidé d'exploiter ses ZR avec une BB 8500 à chaque extrémité. Cette situation a duré de 1982 à 1984 sur la banlieue Sud-Est et en particulier sur la relation Paris – Melun via Combs-la-Ville.
À la livraison de la paire de motrices Z5631/2 fin 1984, seize rames étaient exploitées en composition Motrice + 3 ZR + Motrice, sur l'ensemble du réseau Paris-Sud-Est.
À partir de 1984, ce fut au tour du RER C de recevoir 36 rames Z 5600, qui ont permis de soulager les Z 5300, surtout aux heures de pointe.
Au début des années 1990, devant l'explosion du trafic vers la grande banlieue, la SNCF envisageait de commander de nombreuses V 2N. Cependant, la livraison massive de Z 20500, ainsi que l'interconnexion du RER D prévue pour 1995 et qui nécessitait des rames bicourant, allait libérer les Z 5600 du technicentre de Villeneuve-Saint-Georges des missions de banlieue. De plus, contrairement à ces dernières, les motrices des Z 20500, livrées depuis 1988, avaient été conçues avant leurs ZR (dites longues), et donc ont reçu pour certaines des ZR de Z 5600 (dites courtes). La SNCF a donc décidé de récupérer certaines ZR courtes et de les affecter aux Z 5600 afin de passer leur composition à six caisses ; les Z 20500 concernées recevant à la place de nouvelles ZR longues.
Enfin progressivement, les Z 5600 ont délaissé les missions de banlieue (sauf aux heures de pointe) pour celles de grande banlieue, remplaçant les rames tractées RIB ou VB 2N. Cependant le rajout de deux caisses ne s'est pas fait pas sans conséquences, notamment pour les motrices qui ont connu quelques soucis de fiabilité et ont surtout perdu un peu de mordant à l'accélération, compensé par le nombre moins important d'arrêts de leurs nouvelles missions qui les emmenaient désormais jusqu'à Montargis, Montereau et Laroche-Migennes.
De leur côté, les Z 5600 des Ardoines ont subi, durant la deuxième partie des années 1990, un renforcement de leur freinage. De plus, l'ensemble du parc a subi une légère modification de livrée de 1994 à 1997 : la face de la motrice a été repeinte de manière identique à celles des Z 20500, et les rames de Villeneuve-Saint-Georges ont reçu le logo RER sur les flancs…

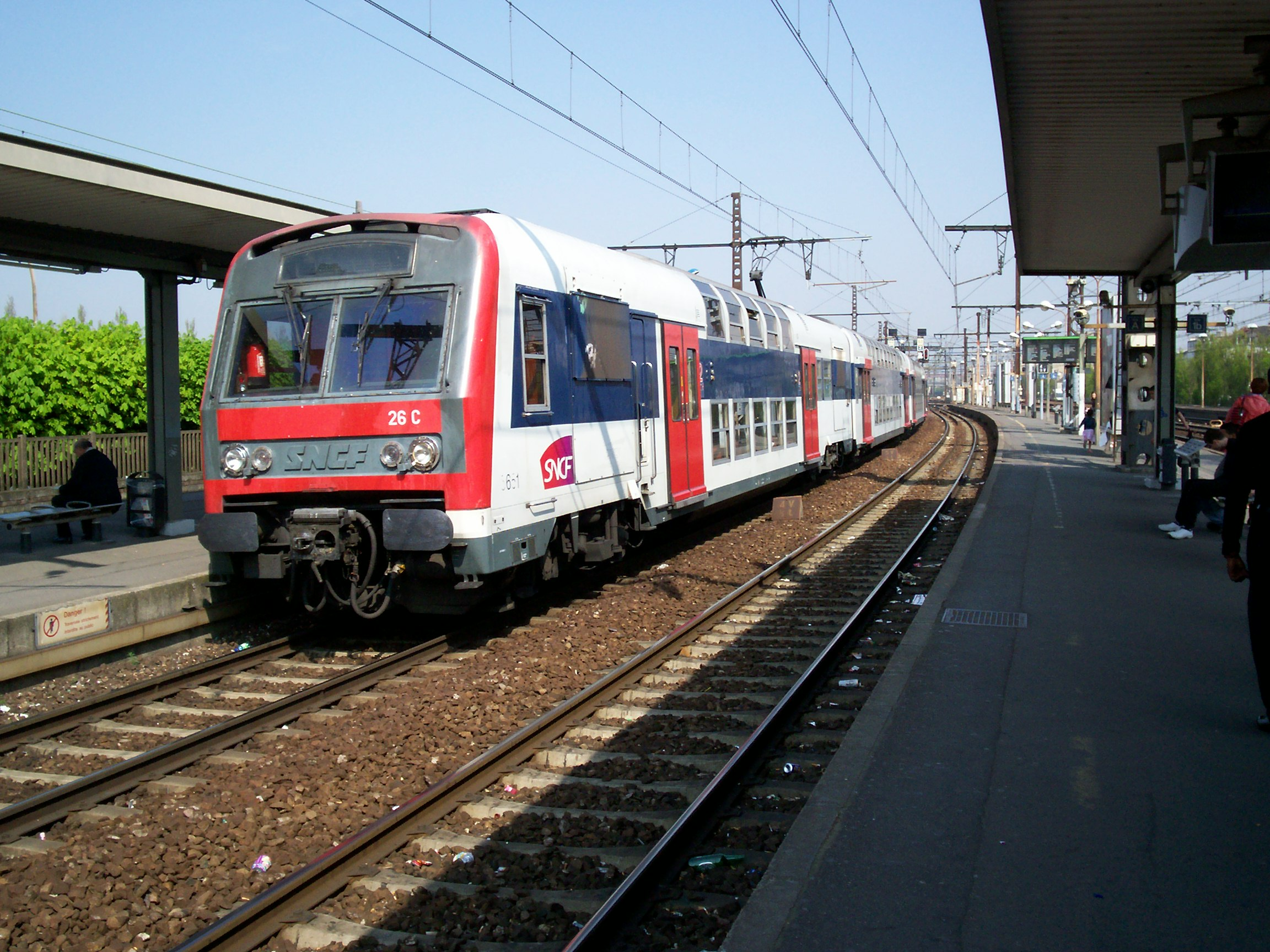
Z 5654 à Villeneuve-Saint-Georges : il s'agit de l'une des rames des Ardoines prêtées au RER D en 2007.

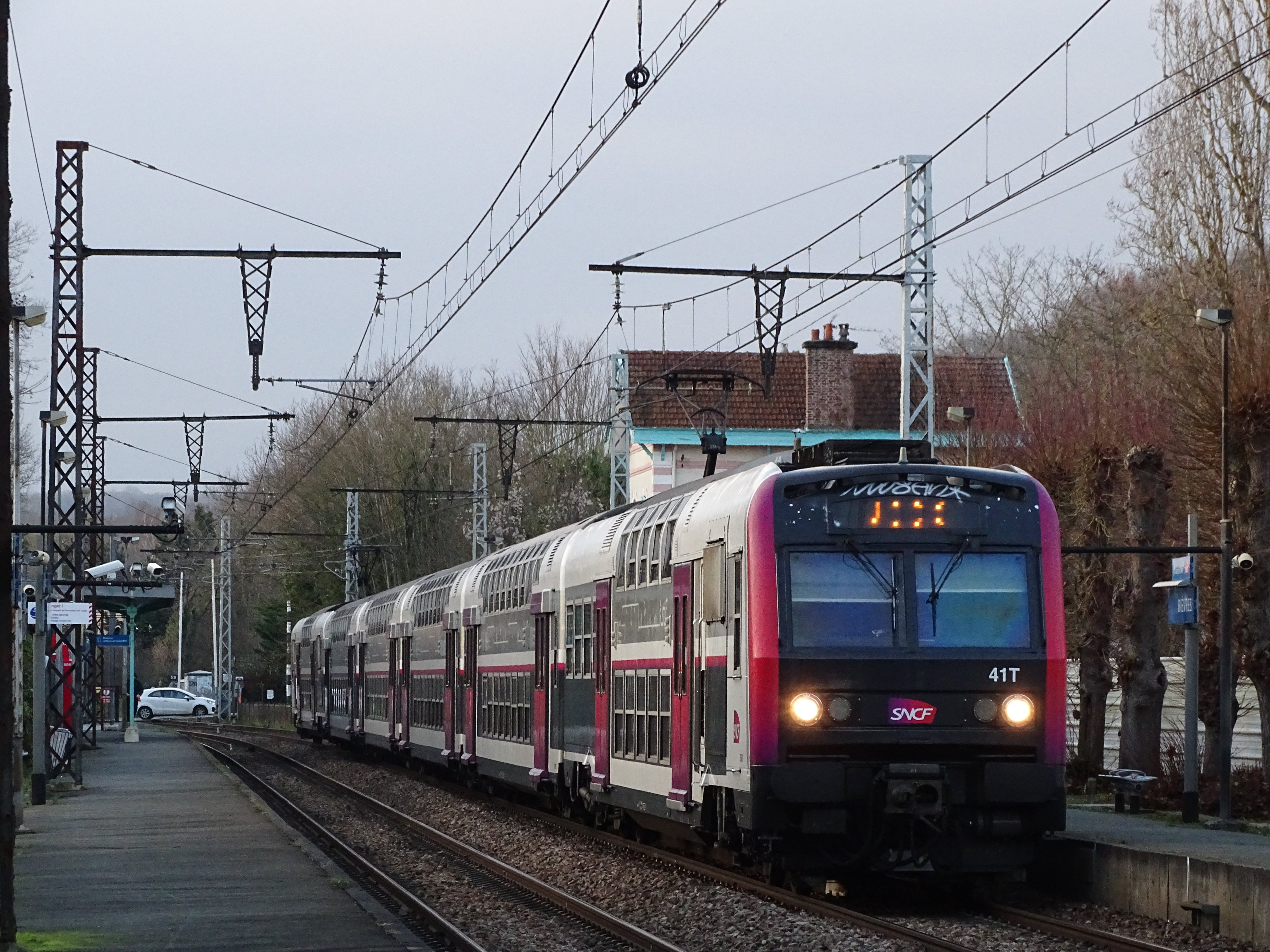
Z 5681/82 en gare de Bièvres.

En 2001, le RER C et plus particulièrement la mission Versailles-Rive-Gauche – Juvisy – Versailles-Chantiers était encore assurée avec des Z 5300. Ce matériel présentant des signes d'usure caractérisée, la SNCF envisageait son remplacement par des Z 5600 libérées par la livraison des nouvelles Z 20900. Cependant la section de la ligne entre Massy et Versailles-Chantiers présentait un défaut d'exploitation : elle n'avait pas de sous-station électrique, et était donc sous-alimentée en courant électrique. Or, si la ligne acceptait des Z 5300 en unités multiples ou des Z 2N en unités simples, on ne pouvait faire circuler plusieurs Z 2N en UM sous peine de faire disjoncter le réseau électrique sur ce tronçon. De plus il n'était pas envisageable de remplacer une UM de Z 5300 par une US de Z 5600, car cela aurait réduit de façon trop importante la capacité aux heures de pointe.
La SNCF a donc décidé de rajouter 2 caisses sur 20 rames Z 5600, afin de garder une capacité équivalente aux Z 5300 sans ajouter de motrices. Cependant, contrairement aux années 1990, il n'y avait plus de ZR disponibles. Or à la même époque, à la suite de la mise en route du RER E notamment, de nombreuses VB 2N ont été libérées. Ces dernières présentant de nombreuses similitudes avec les ZR, elles ont été incorporées aux rames Z 5600 concernées qui sont donc passées à 6 caisses elles aussi. La présence de loquets en lieu et place de boutons pour l'ouverture des portes sur ces caisses permet de les distinguer. Cette opération, nommée Evolys, a eu lieu de 2001 à 2003 et a chassé les dernières Z 5300 du RER C.
Jusqu'en 2014, la situation du parc n'a pas évolué. La ligne D du RER ayant des besoins ponctuels, certaines rames à 4 caisses furent prêtées par la ligne C ; ce fut le cas notamment lors des renforcements de desserte entre 2007 et 2009, ainsi qu'en cas indisponibilité importante de rames à la suite d'avaries. À la fin de 2014, à la suite de l'arrivée de Z 20500 supplémentaires sur la ligne C en provenance d'autres réseaux, quatre rames quadricaisse du technicentre des Ardoines sont mutées à celui de Villeneuve-Saint-Georges pour renforcer la desserte de la ligne D du RER et de la ligne R du Transilien et permettre la radiation de quelques Z 5300. Ces rames sont retournées courant 2019 sur la ligne C (sauf pour la 16C, radiée en 2020).

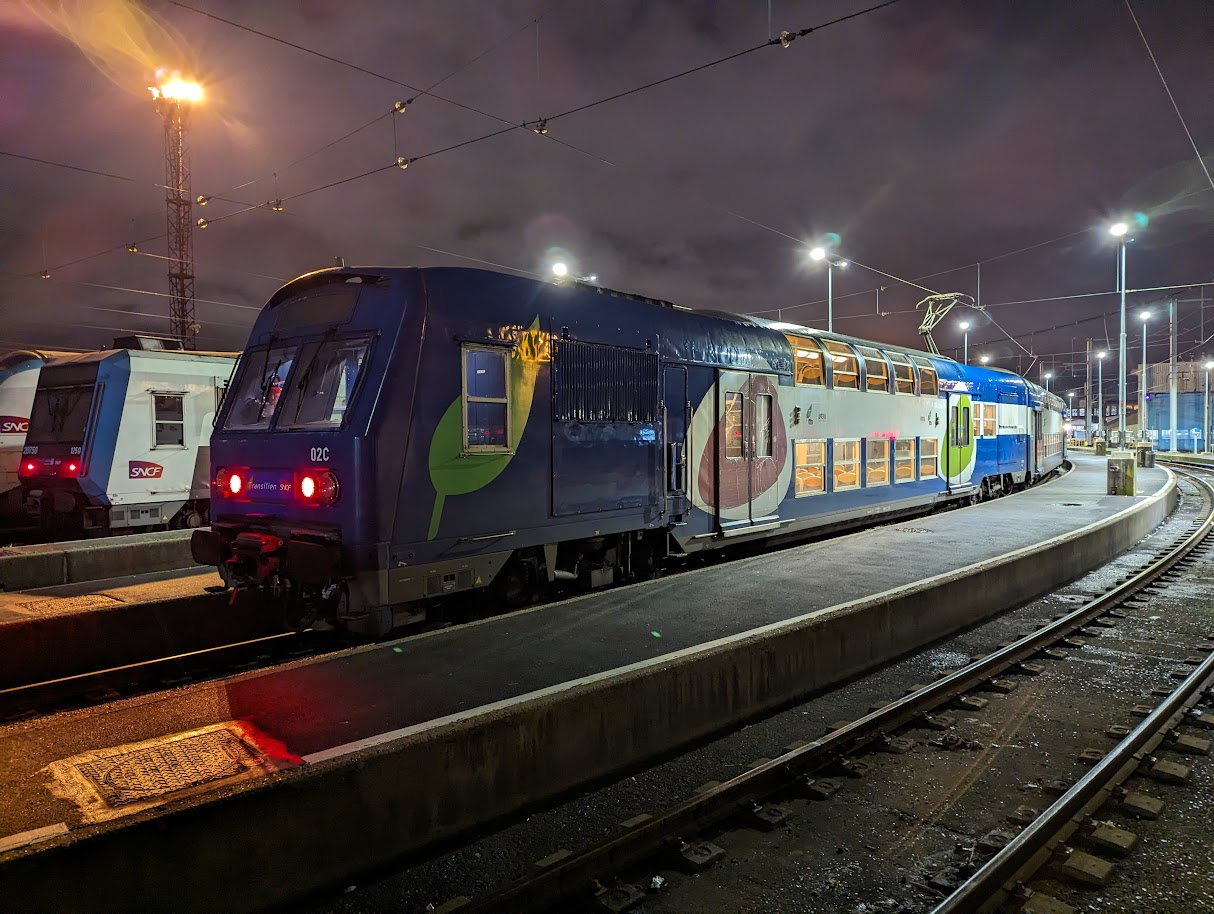
La rame 2C (Z 5603-4) de retour en service, en décembre 2023

Les premiers retraits des rames de Villeneuve ont commencé fin 2019 avec la fin des livraisons des Regio 2N des lignes D et R. Depuis septembre 2020 les Z 5600 ont quitté la ligne D du RER. Fin 2020, la plupart des rames étaient garées bon état sur le triage du Mans en attente de décision, les dernières rames en service subsistantes assurent des missions Paris - Laroche - Migennes pour le compte du TER Bourgogne-Franche-Comté, en particulier en heures de pointe. Pour la ligne R, elles assuraient aussi encore des missions Paris - Montereau ou Paris - Montargis en cas d'aléas sur le parc des Regio 2N. Depuis le service annuel de 2024, et à la suite des retraits des V2N puis des rames corail réversibles du TER Bourgogne France Comté, de nombreuses rames stockées au Mans sont revenues temporairement en service afin d'assurer les TER en heure de pointe omnibus entre Paris et Laroche-Migennes (par Moret et par Champagne), ainsi qu'en renfort des Regio 2N de la ligne R. Cette situation devrait durer jusqu'à la livraison de nouvelles Regio 2N dans les prochaines années qui permettra à Île-de-France Mobilités de reprendre à sa charge l'intégralité de la desserte omnibus Paris - Montereau.
Depuis le 4 décembre 2023, ce matériel est également utilisé sur la ligne V du Transilien par mutualisation avec le parc de la ligne C, dont elle était auparavant une section.

## Rénovation

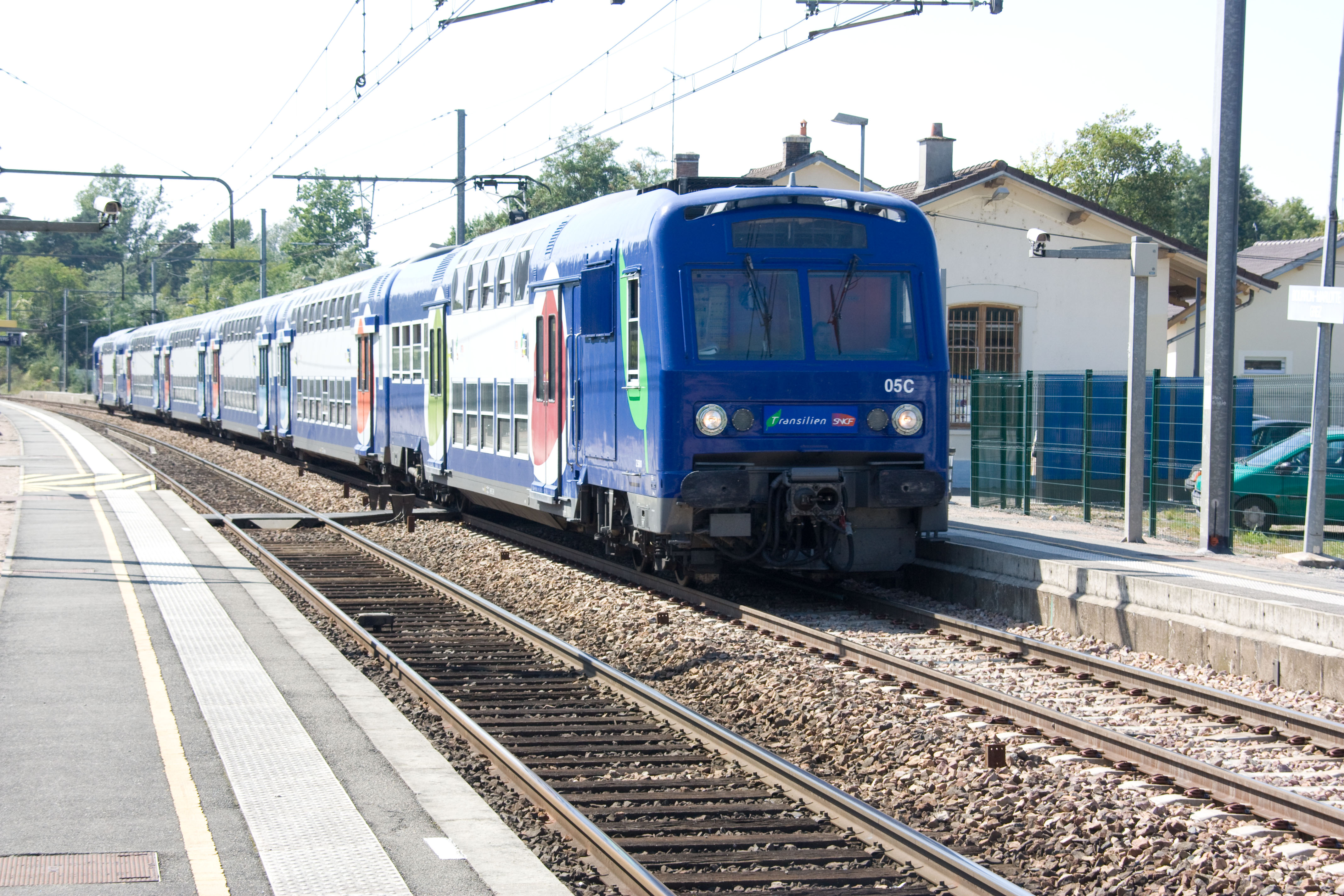
La rame Z 5610 rénovée en gare de Bourron-Marlotte - Grez, sur la ligne R du Transilien.

En 2008, a été décidée la rénovation complète des aménagements intérieurs de 110 rames (soit 512 véhicules) de type Z 5600 et Z 8800. L'opération a débuté en janvier 2009 et s'est achevée en 2016.
La rénovation des Z 5600 aux ateliers de Saint-Pierre-des-Corps consiste à mettre en place des équipements intérieurs, tels que les sièges avec des repose-pieds incorporés, similaires aux RIB/RIO Transilien, le système d'information voyageurs embarqué (à partir de mi-2010), la vidéosurveillance et à les doter de la livrée Transilien.
La rénovation consiste aussi en la suppression des strapontins, des cloisons intérieures de la voiture centrale de la rame, qui sépare les anciennes zones première classe/seconde classe. La suppression des sièges de la première classe augmente légèrement la capacité des rames : configuration 3+2 au lieu de 2+2.
Contrairement aux précédentes rénovations (RIO, VB 2N), les Z 5600 ne recevront pas de climatisation. La faible amélioration apportée a d'ailleurs provoqué la colère d'associations d'usagers.
La première rame rénovée est la Z 5603/04 (rame 02 C) du technicentre de Villeneuve ; elle circule depuis l'été 2009 sur la ligne D du RER et la ligne R du Transilien. La dernière (rame 16 C) circule depuis la mi-septembre 2012. Les rames de la ligne C du RER ont commencé à être rénovées en juin 2010 avec les rames 30 C et 51 T. Les dernières sont les 24 C et 40 T.
À partir de novembre 2012, les Z 5600 du RER C reçoivent la livrée Carmillon quasi identique à celle des Z 50000 et des aménagements intérieurs différents des Z 5600 en livrée Transilien. La première rame à quatre caisses traitée est la 27 C, la dernière traitée étant la 26 C. La première rame à six caisses traitée est la 32 T, la dernière traitée étant la 52 T. Les Z 5600 déjà rénovées en livrée Transilien ne sont pas concernées par ce programme.

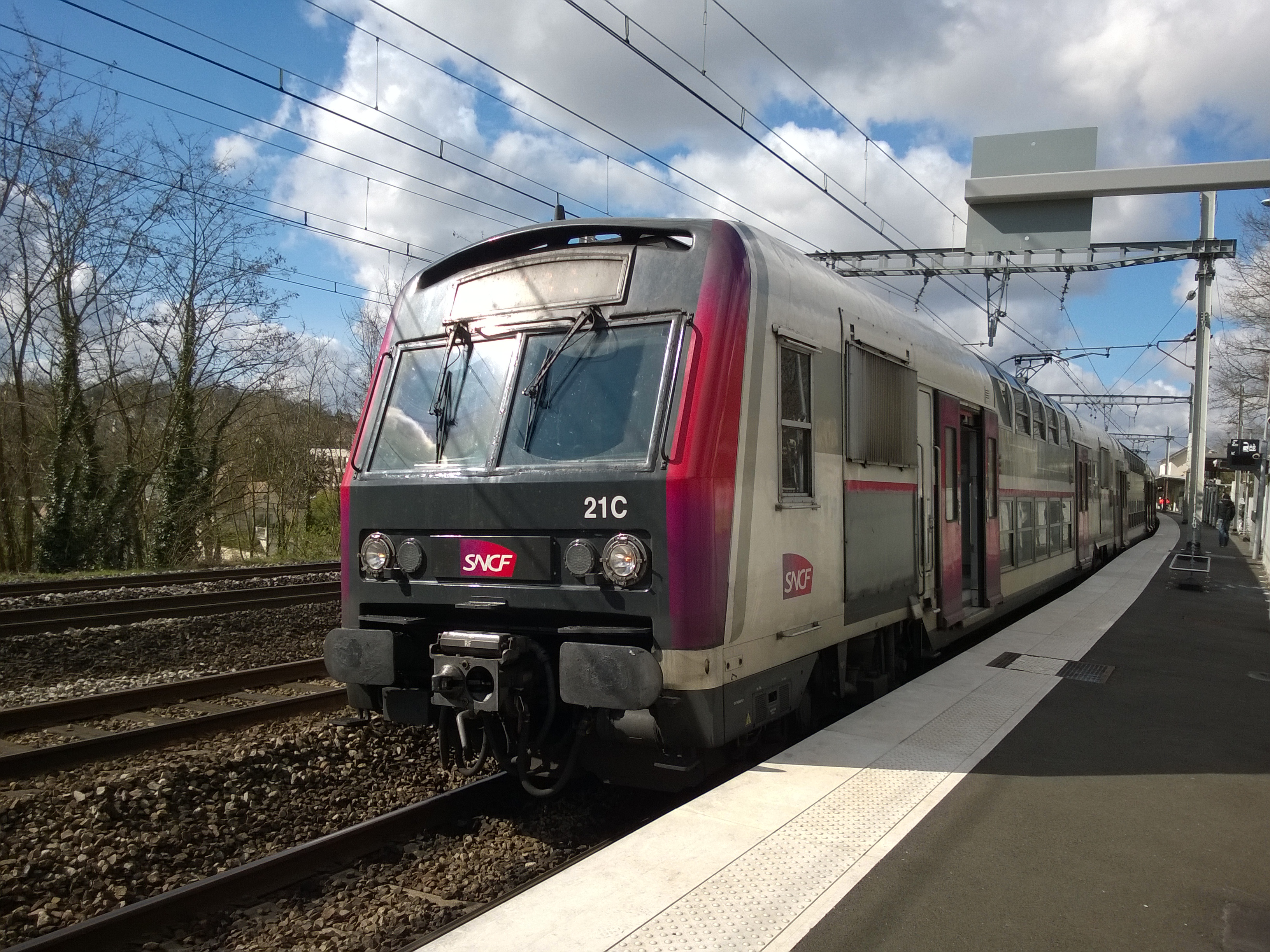
La Z 5641/42 en gare d'Épinay-sur-Orge.

Depuis le début de l'année 2017, les Z 5600 en livrée Transilien de la ligne C du RER n'ayant pas été dotés des équipements du SIVE et de la vidéosurveillance partent aux ateliers de Saint-Pierre-des-Corps pour les recevoir. Au 8 novembre 2017, ont reçu ces équipements les rames 28 C, 23 C, 25 C et 30 C pour les rames à quatre caisses, les rames 45 T, 33 T et 51 T pour celles à six caisses.

## Services assurés
Les rames Z 5600 circulent, sur le RER C (sur la majorité des branches à l'exception de celle de Pontoise car incompatibles en 25 kV monophasé), sur la ligne V du Transilien, sur certains TER Bourgogne-Franche-Comté (missions Paris-Gare-de-Lyon – Laroche - Migennes) et ponctuellement sur la ligne R (missions entre Paris-Gare-de-Lyon et Montereau via Moret, ou Montargis).
| (RER) · (C)                        | - Saint-Quentin-en-Yvelines ↔ Invalides ↔ Saint-Martin-d'Étampes/Dourdan - La Forêt - Versailles-Château-Rive-Gauche ↔ Juvisy                            |
| Transilien · Ligne R du Transilien | - Paris-Gare-de-Lyon ↔ Montargis (occasionnellement) - Paris-Gare-de-Lyon ↔ Montereau via Moret (occasionnellement)                                      |
| Transilien · Ligne V du Transilien | - Versailles-Chantiers ↔ Massy - Palaiseau |
| TER Bourgogne-Franche-Comté        | - Paris-Gare-de-Lyon ↔ Moret-Veneux-Les-Sablons ↔ Laroche - Migennes (omnibus) - Paris-Gare-de-Lyon ↔ Champagne-sur-Seine ↔ Laroche - Migennes (express) |

## Parc

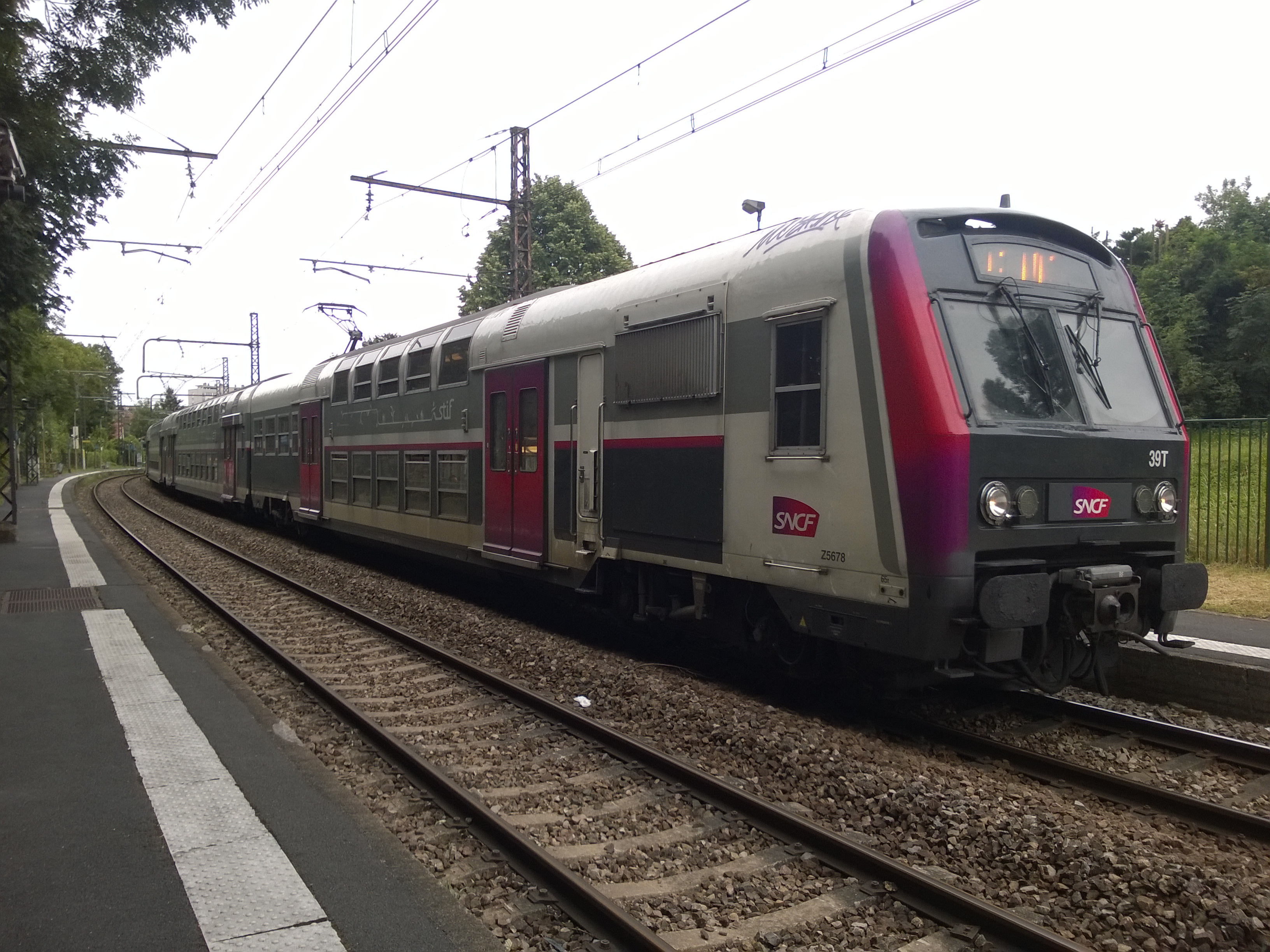
La Z 5677/78 en gare de Petit Vaux, sur le RER C.

Le parc de 47 rames est géré par deux supervisions techniques de flotte (STF) :
| Ligne                                            | STF (code)           | Composition    | Exemplaires | Dépôt titulaire          |
| ------------------------------------------------ | -------------------- | -------------- | ----------- | ------------------------ |
| (RER) · (C) · Transilien · Ligne V du Transilien | STF Lignes C (SLC)   | 4 ou 6 caisses | 35          | Les Ardoines             |
| TER Bourgogne-FC                                 | STF Lignes D/R (SLD) | 6 caisses      | 12          | Villeneuve-Saint-Georges |

## Remplacement futur
L'arrivée des Regio 2N a réduit les effectifs du parc sur la ligne R. Mais dès 2025, les Z 20500 libérés du RER D par le RER NG vont les remplacer.

## Services anciennement assurés
- Jusqu'au début des années 2000, deux rames à quatre caisses du dépôt des Ardoines étaient prêtées durant l'été pour assurer des TER Languedoc-Roussillon sur l'axe Avignon – Cerbère[10].
- TER Bourgogne : Paris - Dijon-Ville (de 2004 à 2008).
- Ligne R du Transilien : navettes entre Melun et Montereau, via Héricy, jusqu'en 2018.
- Ligne D du RER : Paris - Melun (via Combs-la-Ville ou Corbeil) (1983 - 2020), Corbeil - Malesherbes (1992 - 2020).

## Rames particulières
- Z 5601/02 à 5629/30 : rames à cinq caisses à l'origine, allongées par ajout d'une voiture ZRB5600 au début des années 1990.
- Z 5631/32 à 5661/62, Z 5671/72, Z 5673/74, Z 5675/76, Z 5679/80, 5683/84, Z 5685/86 et 5697/98 : rames à quatre caisses.
- Z 5663/64 à 5703/04 (sauf les Z 5671/72, Z 5673/74, Z 5675/76, Z 5679/80, 5683/84, Z 5685/86 et 5697/98) : rames à quatre caisses à l'origine, allongées par ajout de deux voitures de banlieue à deux niveaux (VB 2N) renommées ZRB5900 en 2001-2003.
- Z 5663/64 : rame pelliculée (violette) pour les 70 ans de la SNCF[11]. En 2013, elle perd son pelliculage violet au profit de la livrée carmillon.
- Z 5677/78, 5687/88, 5695/96, 5699/700 et 5703/04 : rames pelliculées intérieurement « Château de Versailles ».
- Z 5633/34, Z5641/42, Z 5651/52, Z 5661/62 et Z 5685/86 : rames portant la rénovation allégée c'est-à-dire l'ajout de logos ile-de-france mobilités et aménagements vélos. Pelliculage intérieur sur le thème de la Vallée de la Bièvre.

## Modélisme
- L'élément Z 5603/04 a été reproduite en HO par la firme Jouef.

## Galerie de photographies

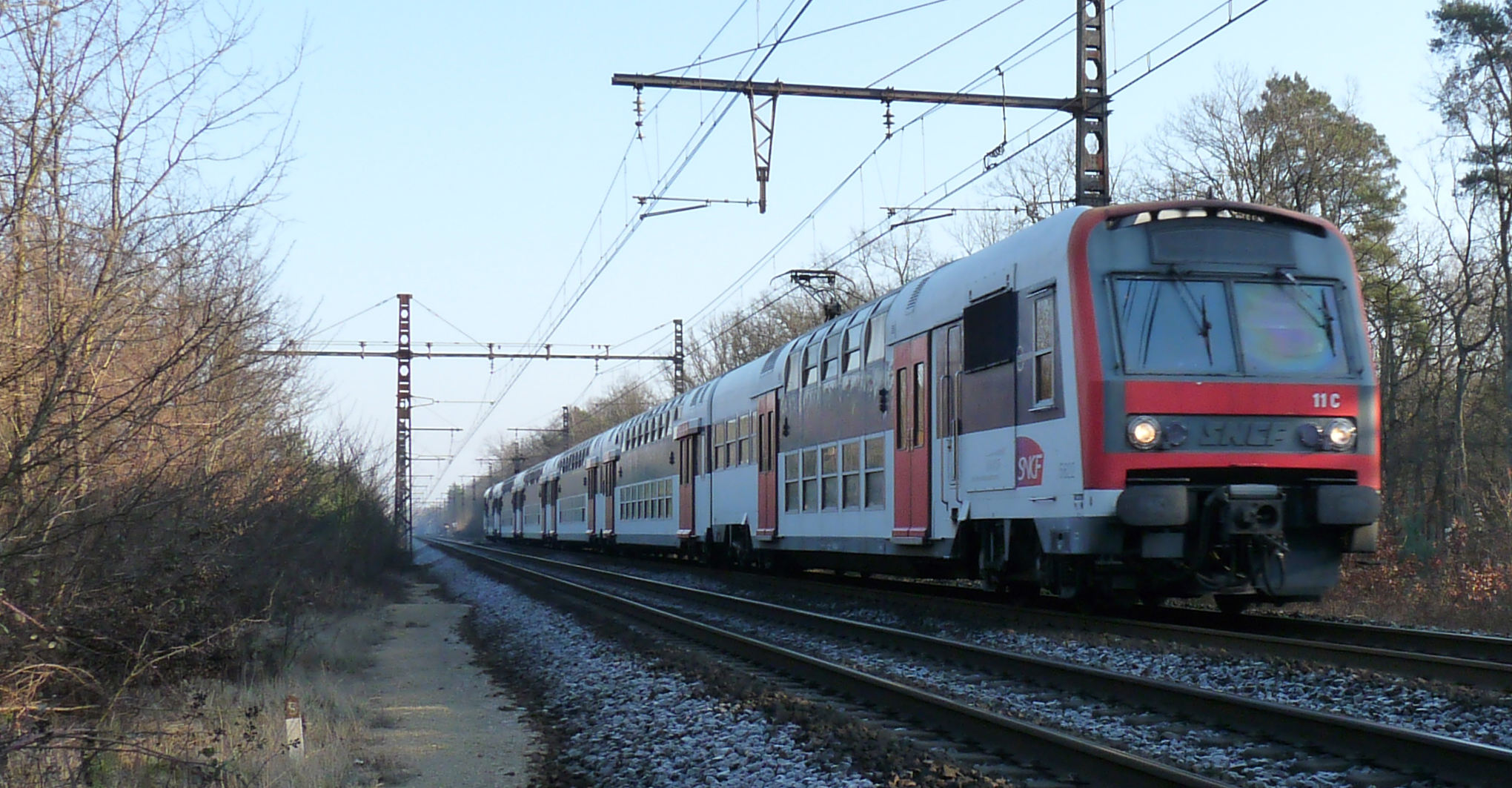
La Z 5621/22 près de Thomery.
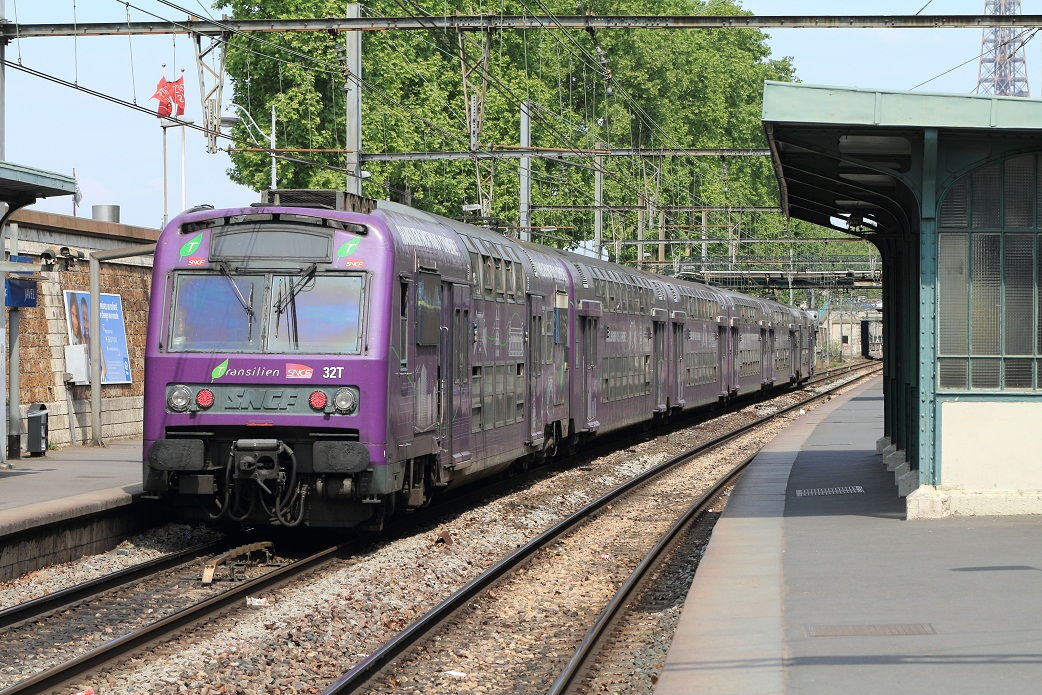
La Z 5663/64 en livrée anniversaire de la SNCF en gare de Javel.
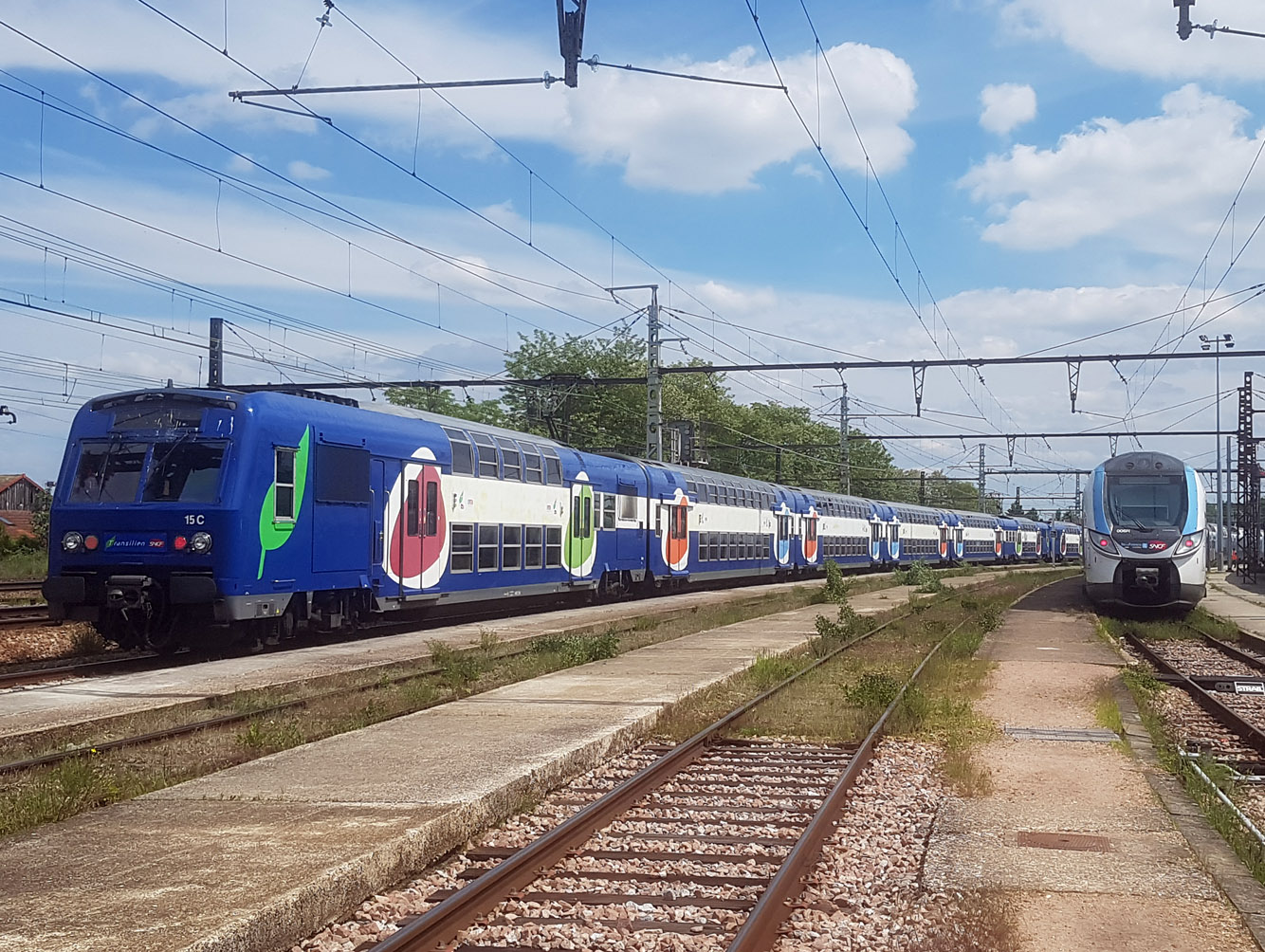
La Z 5630 et la Z 57018 en gare de Montereau en mai 2019.
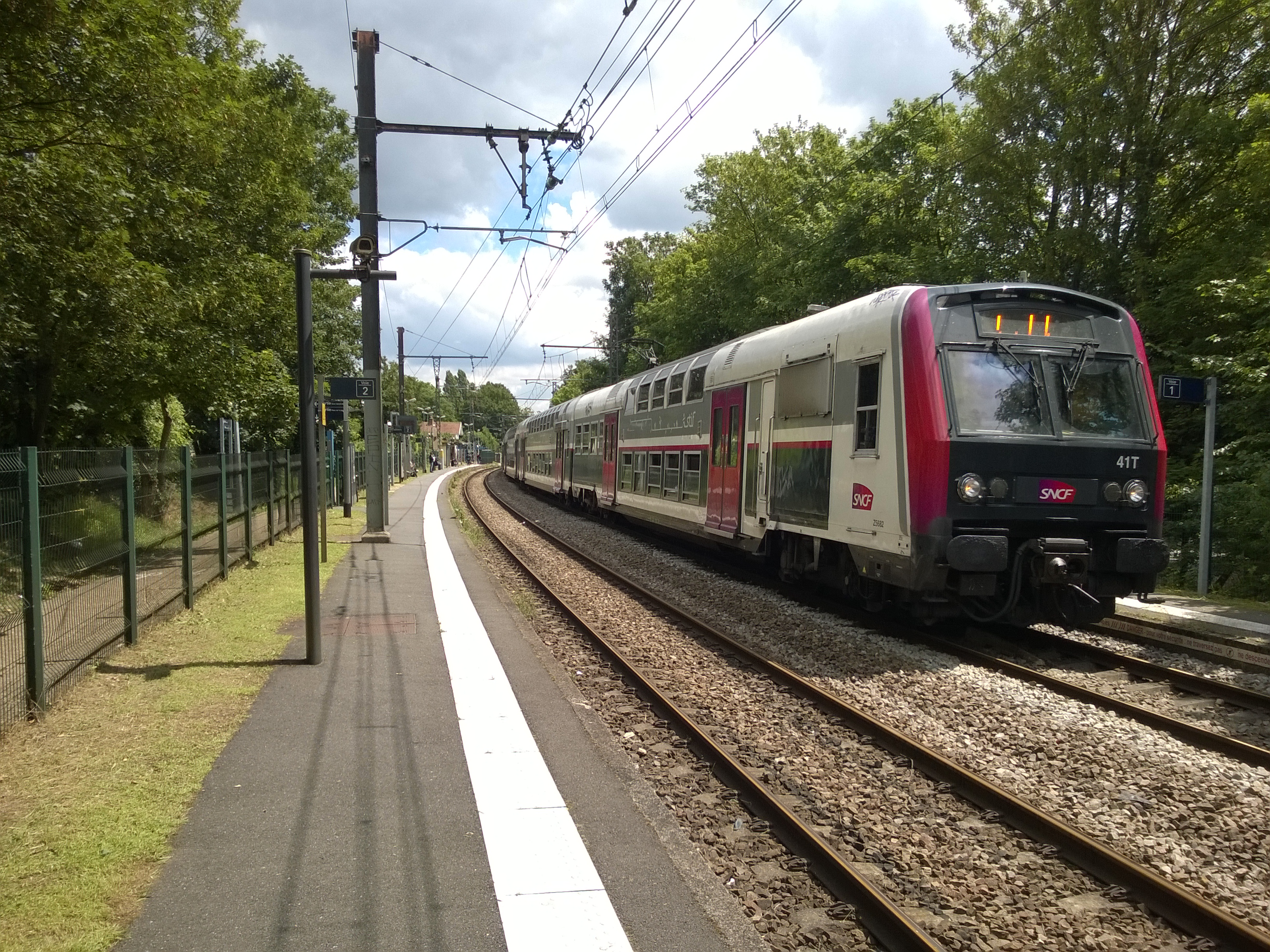
La Z 5681/82 en gare de Chilly-Mazarin.

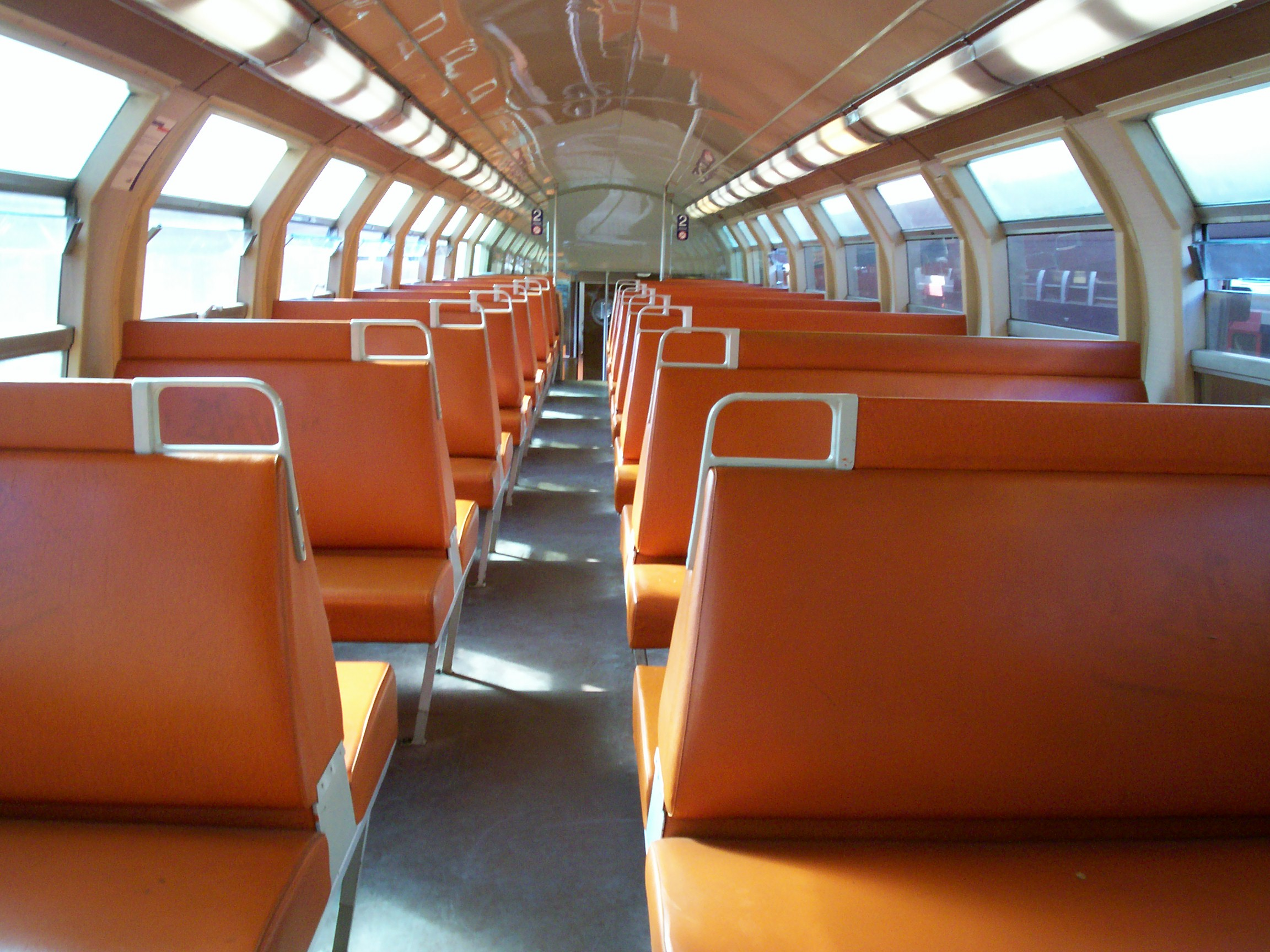
Intérieur d'une remorque ex-VB 2N.
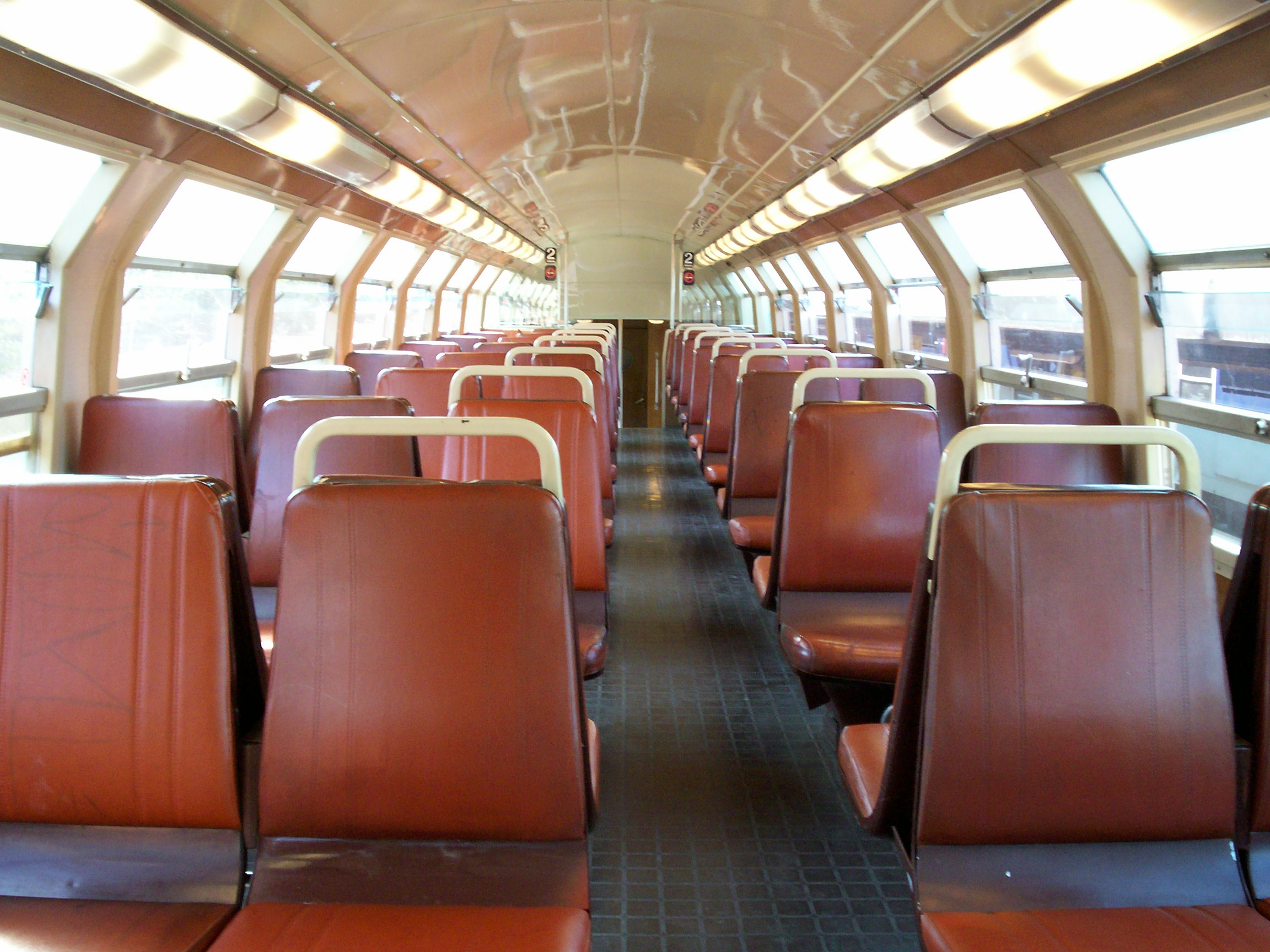
Intérieur d'une remorque ZRB.
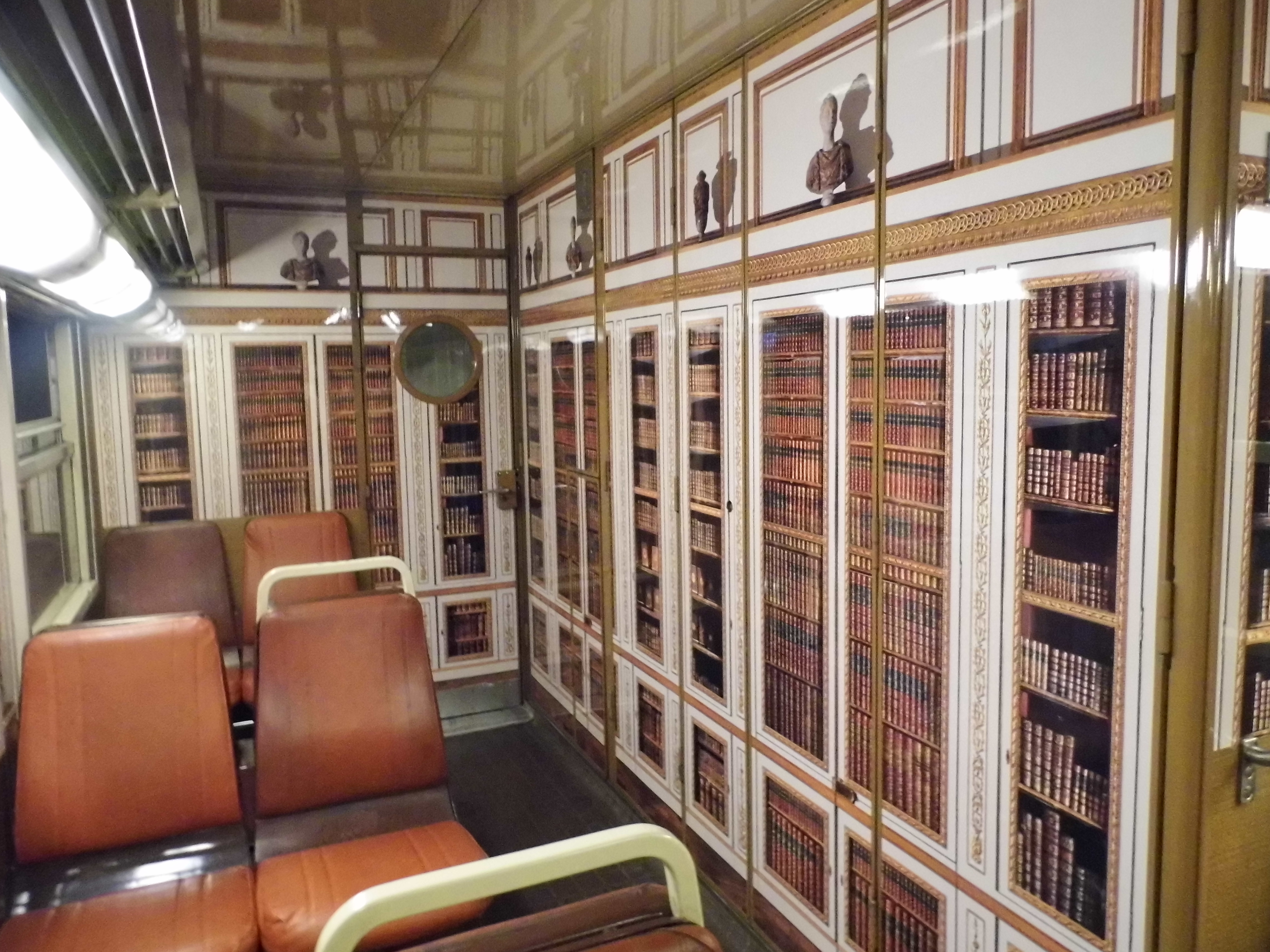
Intérieur de la Z 5699/5700 Bibliothèque de Louis XIV.